# سکوگهل
شهر سکوگهل (به سوئدی: Skoghall) در ناحیه شهری همئرو در کشور سوئد واقع شده‌است. جمعیت این شهر ۱۲۱۸٫۷  نفر است.